# 크리스 스튜어트 (야구 선수)
크리스토퍼 데이비드 스튜어트(Christopher David Stewart, 1982년 2월 19일 ~ )는 전 미국의 야구 선수이다.